# Markus Zimmer
Pour les articles homonymes, voir Zimmer.
Markus Zimmer (né le 22 juin 1966 à Siegen) est un producteur de cinéma allemand.

## Biographie
Après son diplôme de sciences de gestion à l'université de Cologne, Markus Zimmer va à la Hochschule für Fernsehen und Film München et suit les cours de production. Depuis 1999, il est directeur général de la Concorde Filmverleih à Grünwald.

## Filmographie
- 2000 : Flashback – Mörderische Ferien
- 2001 : Vortex
- 2001 : Der Brief des Kosmonauten
- 2003 : Soloalbum
- 2003 : Rosenstrasse
- 2004 : Bergkristall
- 2004 : Pura Vida Ibiza
- 2006 : Die Wolke
- 2006 : Je suis l'autre
- 2008 : Die Geschichte vom Brandner Kaspar
- 2009 : Vision – Aus dem Leben der Hildegard von Bingen
- 2010 : Jud Süß - Film ohne Gewissen
- 2012 : Bavaria – Traumreise durch Bayern
- 2013 : Rouge rubis
- 2013 :  Spieltrieb
- 2014 : Bleu saphir
- 2015 : Die abhandene Welt
- 2016 : Burg Schreckenstein
- 2016 : Radio Heimat

## Source de la traduction
- (de) Cet article est partiellement ou en totalité issu de l’article de Wikipédia en allemand intitulé « Markus Zimmer (Filmproduzent) » (voir la liste des auteurs).